# Kallviksfjärden
Kallviksfjärden (finska: Kallahdenselkä) är en fjärd i Finland. Den ligger i landskapet Nyland, i den södra delen av landet, 10 km öster om huvudstaden Helsingfors.